# Gaius Isauricius Calendinus
Gaius Isauricius Calendinus war ein im 2. oder 3. Jahrhundert n. Chr. lebender Angehöriger der römischen Armee. Nach einer anderen Lesung der Inschrift lautet sein Name Aurelius Calendinus
Durch eine Weihinschrift, die in Rigomagus gefunden wurde, ist belegt, dass Calendinus Centurio in der Legio XXX Ulpia war.
Der Altar wurde wahrscheinlich von Calendinus im Auftrag von Titus Farfenna Ianuarius, einem beneficiarius consularis, dem Iupiter Optimus Maximus und dem Schutzgeist des Ortes (Genio loci) geweiht; vermutlich konnte Ianuarius aus einem unbekannten Grund sein Gelübde nicht einlösen und bat daher den vor Ort befindlichen Centurio, dass dieser den Altar aufstellen ließ.
Die Inschrift wird auf die zweite Hälfte des 2. oder die erste Hälfte des 3. Jahrhunderts datiert.

## Lesung der Inschrift
In der Zeile 5 und 6 wurde von dem Erstherausgeber der Inschrift H. Eiden sowie von Egon Schallmayer der Name des Centurio als C(aio) ISAVR(icio) CALENDINO gelesen. Von Rainer Wiegels wurde eine andere Lesung der Inschrift vorgeschlagen. Er sah die Buchstaben C I S nicht als Teil des Namens an, sondern löste sie zu G(ermaniae) I(nferioris) S(ub) auf; die beiden Buchstaben C I würden sich in diesem Fall auf die Angabe B(ene)F(iciarius) CO(n)S(ularis) in der Zeile 4 der Inschrift beziehen.
Marcus Reuter gibt der ursprünglichen Lesung C(aio) ISAVR(icio) CALENDINO den Vorzug. Die Lesung der Epigraphik-Datenbank Clauss-Slaby ist G(ermaniae) i(nferioris) s(ub) Aur(elio) Calendino.